# Barbacenia reflexa
Barbacenia reflexa är en enhjärtbladig växtart som beskrevs av Lyman Bradford Smith och Edward Solomon Ayensu. Barbacenia reflexa ingår i släktet Barbacenia och familjen Velloziaceae. Inga underarter finns listade.